# تپه ده‌سواران ۴
تپه ده سواران ۴ مربوط به دوران پارینه‌سنگی جدید است و در شهرستان کرمانشاه، بخش مرکزی، دهستان دورود فرامان، ۱/۳ کیلومتری شرق روستای ده سواران واقع شده و این اثر در تاریخ ۱۸ اسفند ۱۳۸۷ با شمارهٔ ثبت ۲۴۸۵۰ به‌عنوان یکی از آثار ملی ایران به ثبت رسیده است.